# نادره (شاعر)
نادره (به ازبکی: Nodira) (۱۷۹۲—۱۸۴۲) با نام اصلی ماهلَر-آئیم از شاعران پارسی‌گوی و ترکی‌گوی آسیای میانه بود. وی در سروده‌های فارسی خود بیشتر مکنونه و در سروده‌های ترکی جغتایی معمولاً نادره و کامله تخلص می‌کرد.
وی در خانواده رحمان قلبی، حاکم اَندیجان به‌دنیا آمد و بعدها همسر عمرخان امیری، شاعر و حاکم خوقَند شد.
نادره از زمان کودکی با آثار سرایندگان دیرین پارسی و ترکی از جمله حافظ، فضولی، نوایی و بیدل آشنا شد و به آموختن آن‌ها پرداخت.
پس از درگذشت همسرش، پسر چهارده ساله او، محمد علی خان، امیر خوقند شد ولی سررشته کارها در دست نادره بود. چندی بعد نصرالله امیر بخارا (۱۸۶۰–۱۸۲۶ م) از امرای ستمگر بخارا و معروف به «قصاب» درصدد تصرف خوقند برآمد. نادره که از نیت نصراللَّه باخبر شد پنهانی مردم فَرغانه را علیه او برانگیخت. نصراللَّه به دخالت نادره پی برد، از اینرو به خوقند حمله کرد و نادره و امیر محمدعلی خان و درباریانش را به قتل رساند. نادره در مدت سی سال حکمرانی، بسیاری از شاعران، دانشمندان، هنرمندان و صنعتگران را به دربار خود گرد آورد و بازارها، مدارس، مساجد و کاروانسراهای متعددی ساخت.
برای یادبود نادره آرامگاهی به نام آرامگاه مادر خان در خوقند برپا شد.
نادره صاحب «دیوان» فارسی و جغتایی است. دیوان او فراگیر بیش از ۱۰ هزار بیت است که بیشترین آن را غزل تشکیل می‌دهد. دیوان کامل او در سال ۱۹۶۳ در تاشکند منتشر شده‌است.

## لقب مکنونه
نادره پس از درگذشت شوهرش، امیر عمرخان، والی خوقند دستور تهیه دیوانش را داد، که این دیوان با خط نستعلیق جعلی در کاغذ خوقندی و در ۱۳۲ صفحه است، که در مقدّمه آن شاعر دلیل تهیه و تدوین و انتخاب «مکنونه» را به عنوان تخلّص خود این‌گونه می‌آورد: «در این مثبت منکوهه مستوره مرغوبه او و عفیفه دلپذیر محبوبه پرده عفّت و سلطنت پناهی، سایه‌پرورد خیمه حشمت و پادشاهی، گوهر محیط نسب و کمال، دُرّ نایاب صدف عزّت و اقبال، در شیوه فقراپروری مسلّمه خاص و عام، در ادراک و مشق اشعار دلپذیر ضعیفه‌ای (بود) بهتر از هزار مرد خردمند، اوصاف حمیده و خصلت‌های نکوی او از حد افزون و از شمار بیرون بود. لیکن این غلام نمک‌خوار را از آن مستوره حرم عفّت از این بسیار سخن گفتن از ادب دور بود، مختصر نمودیم. خلاصه الکلام، آن تاج النسا مخدَّره پرده عزّت و الا، گاهی به حسب خوشی اوقات از غزل‌های بسیار جمع گردیده، به فرمان عالی و آن اشعار در این مجموعه جمع نموده شد… به صواب‌دید غلامان معنی پسند و خادمان فطرت بلند تخلّص آن گوهر مستورة صدف عفّت و جهان پناهی مکنونه مقرّر و معیّن گردید.
این نام شد به شعر نشان بیان او،
آری، تخلّصیست موافق به شأن او.
اقبال یافت فهم معانی ز فطرتش،
رونق گرفت شعر به دور و زمان او!»